# Carl Munters
Carl Georg Munters, född 22 mars 1897 i Dala-Järna, Dalarna, död 29 mars 1989, var en svensk uppfinnare, känd som konstruktör för Electrolux första kylskåp.

## Liv och verk
Carl Munters var son till ingenjör Anders Johan Munters och Hilma Bernhardina Helling. Han tog studentexamen i Stockholm 1917 och examen vid Kungliga Tekniska högskolan (KTH) 1922. Han gifte sig första gången 1925 med Anna Eugenia Geralf och andra gången 1951 med Marianne Warkander. Munters invaldes 1959 som ledamot av Ingenjörsvetenskapsakademien.

## Kylskåp

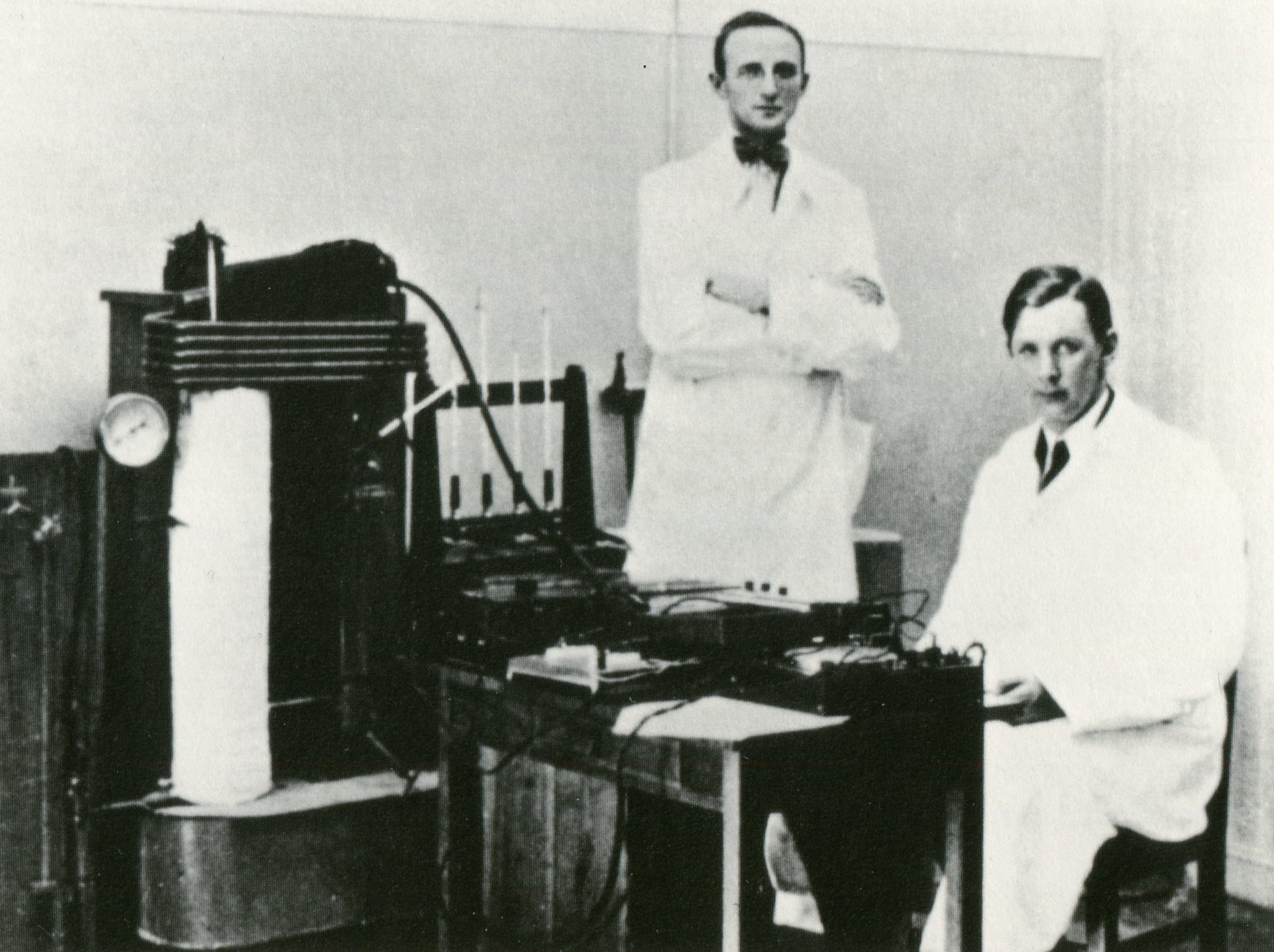
Baltzar von Platen (t.v.) och Carl Munters under utvecklingsarbetet av kylskåpet.

Tillsammans med Baltzar von Platen uppfann Munters kylskåp för hemmabruk. Han ville göra ett lättskött kylskåp, utan rörliga delar och kylprocessen skulle skötas med självcirkulation.
Uppfinnarteamet hyrde en dubblett och arbetade långt in på småtimmarna, på morgonen sov de och skolkade från KTH. Det tog cirka ett år för dem att skapa sitt första kylskåp som fungerade med självcirkulation. Det första var stort och klumpigt med en rörlig del, en kulventil. De lyckades till sist skapa ett mer smidigt kylskåp utan rörliga delar och deras smarta lösningar skapade världssensation.
Tillverkningen av kylskåp baserade på Platens och Munters uppfinning började 1923 i företaget AB Arctic.
1925 var utvecklingen av absorptionskylskåpet klar och Electrolux köpte Arctic. Munters och von Platens arbete Om alstring av kyla belönades 1925 med Polhemspriset. 1974 tilldelades Carl Munters och Baltzar von Platen Ingenjörsvetenskapsakademiens stora guldmedalj "för deras mer än femtioåriga verksamhet som uppfinnare och nyskapare av industriella produkter".

## Munters Industri AB
Efter att Munters uppfunnit skumplast skapade han sitt eget företag och utvecklade nya isoleringsmaterial. Wellit, var ett som skulle ersätta kork. Han utvecklade även avfuktaranläggningar och luftkonditioneringsapparater. 1955 startade han företaget Munters inledningsvis för att utveckla och producera luftkonditioneringssystem baserade på evaporativ kylning och avfuktning. Vid sin död 1989 hade Munters lämnat in nästan 1000 patentansökningar.